# Gâteau à la broche
 (décembre 2023).
La mise en forme du texte ne suit pas les recommandations de Wikipédia : il faut le « wikifier ».
Les points d'amélioration suivants sont les cas les plus fréquents. Le détail des points à revoir est peut-être précisé sur la page de discussion.
- Les titres sont pré-formatés par le logiciel. Ils ne sont ni en capitales, ni en gras.
- Le texte ne doit pas être écrit en capitales (les noms de famille non plus), ni en gras, ni en italique, ni en « petit »…
- Le gras n'est utilisé que pour surligner le titre de l'article dans l'introduction, une seule fois.
- L'italique est rarement utilisé : mots en langue étrangère, titres d'œuvres, noms de bateaux, etc.
- Les citations ne sont pas en italique mais en corps de texte normal. Elles sont entourées par des guillemets français : « et ».
- Les listes à puces sont à éviter, des paragraphes rédigés étant largement préférés. Les tableaux sont à réserver à la présentation de données structurées (résultats, etc.).
- Les appels de note de bas de page (petits chiffres en exposant, introduits par l'outil «  Source ») sont à placer entre la fin de phrase et le point final[comme ça].
- Les liens internes (vers d'autres articles de Wikipédia) sont à choisir avec parcimonie. Créez des liens vers des articles approfondissant le sujet. Les termes génériques sans rapport avec le sujet sont à éviter, ainsi que les répétitions de liens vers un même terme.
- Les liens externes sont à placer uniquement dans une section « Liens externes », à la fin de l'article. Ces liens sont à choisir avec parcimonie suivant les règles définies. Si un lien sert de source à l'article, son insertion dans le texte est à faire par les notes de bas de page.
- La présentation des références doit suivre les conventions bibliographiques. Il est recommandé d'utiliser les modèles {{Ouvrage}}, {{Chapitre}}, {{Article}}, {{Lien web}} et/ou {{Bibliographie}}. Le mode d'édition visuel peut mettre en forme automatiquement les références.
- Insérer une infobox (cadre d'informations à droite) n'est pas obligatoire pour parachever la mise en page.

Pour une aide détaillée, merci de consulter Aide:Wikification.
Si vous pensez que ces points ont été résolus, vous pouvez retirer ce bandeau et améliorer la mise en forme d'un autre article.
Un gâteau à la broche (lituanien Šakotis « gâteau arbre », polonais : sękacz, biélorusse : банкуха,,) est un gâteau cuit usuellement au feu de bois particulièrement populaire dans la cuisine polonaise, lituanienne, biélorusse, ou encore dans certaines régions françaises et semblable au baumkuchen allemand. C'est un gâteau composé de beurre, d'œufs, de farine, de sucre et de crème, cuit à la broche tournante au four ou sur un feu ouvert.

## Histoire
L'origine du gâteau à la broche est très discutée : une tradition l'attribue au maître pâtissier du roi de Prusse qui l'aurait créé dans les années 1790 à Salzwedel, mais on en trouve déjà la trace en Pologne, lors de la visite de Bona Sforza, reine de Pologne et grande-duchesse de Lituanie, à Berżniki.
Ce gâteau est devenu populaire au XIXe siècle au sein du Commonwealth polono-lituanien (1569-1791). La première recette de la région polono-lituano-biélorusse a été publiée à Vilnius par Jan Szyttler (pl) en 1830 (le livre culinaire « Kucharz dobrze usposobiony.. »).
Le baumkuchen, la version prussienne de ce gâteau était traditionnellement préparé pendant les soirées d'hiver dans les pays de montagnes. C'est un gâteau festif qui sert à saluer les grands événements de la vie : mariages, baptêmes. Il peut se consommer seul ou accompagné de confiture ou de miel par exemple. Dans certains pays, il peut être recouvert de sucre ou d'une couche de chocolat. Ce gâteau est même devenu une pâtisserie très populaire au Japon (en japonais : バウムクーヘン ; baumukūhen), où il est disponible dans de nombreux magasins. Il a été introduit au Japon en 1919 par le pâtissier allemand Karl Joseph Wilhelm Juchheim (1886-1945).
Ses nom en langues lituanienne ou polonaise  signifie « gâteau arbre » en raison de sa forme distinctive (il est souvent conique, comme un arbre, et avec les gouttes en guise de branches et des « cernes d'arbre » à l'intérieur). Il est cuit selon un processus complexe qui demande beaucoup de temps et de main d'œuvre, en peignant des couches de pâte successivement sur une broche dans un four spécial ou sur un feu de bois.

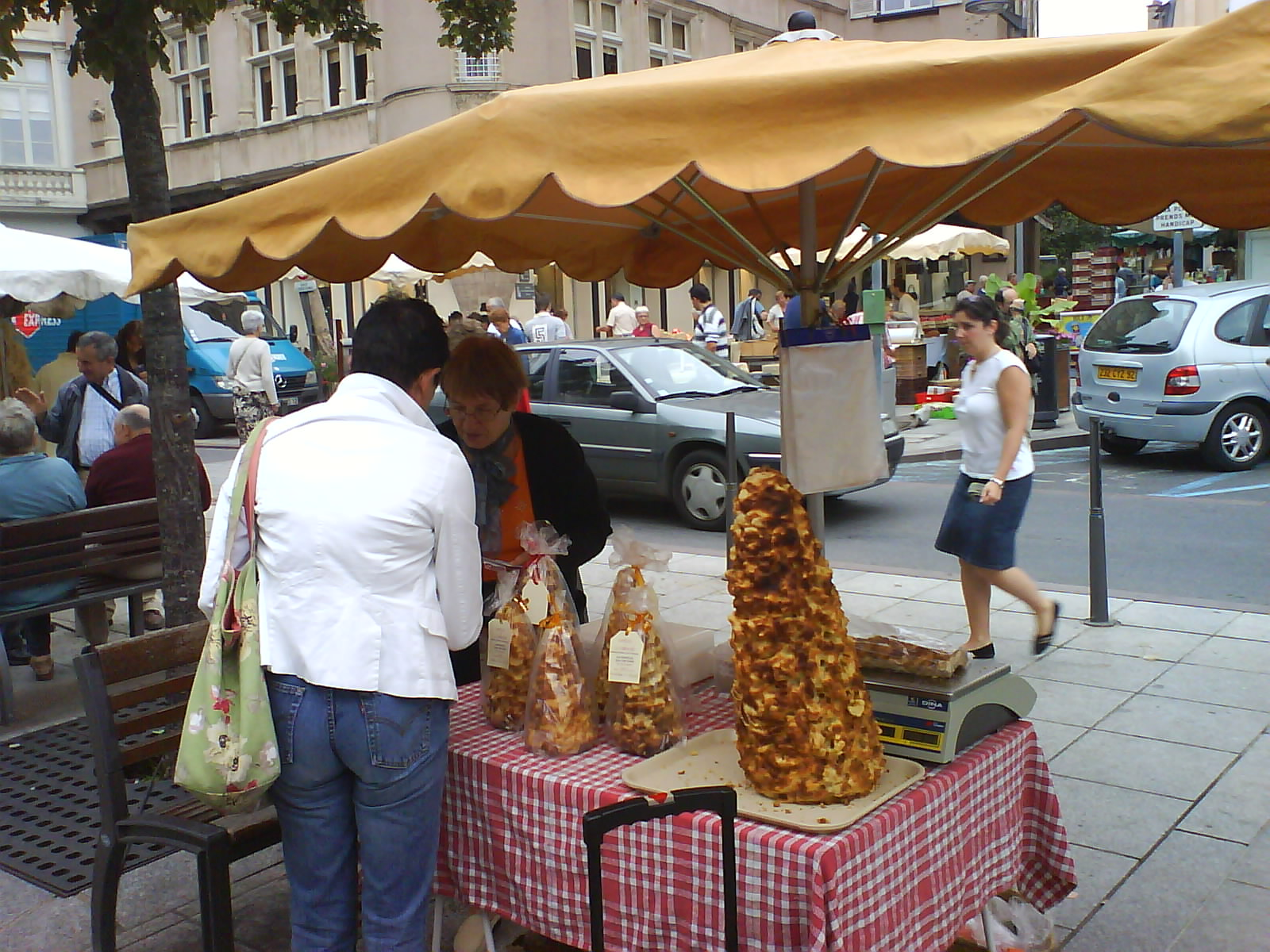
Gâteau à la broche au marché dans l'Aveyron (Massif central).

Le gâteau à la broche est aussi connu dans de nombreux autres pays d'Europe sous différentes formes. Le trayne roste est une variété anglaise du Moyen Âge confectionné notamment à partir de figues, dattes et d'épices ; on le rencontre aussi en Hongrie (kürtőskalács) ; en Suède (spettekaka) ; en République tchèque (trdelník) ; amené et popularisé par les troupes napoléoniennes revenant d'Europe de l'Est.
La première trace écrite remonte à 1679 en Transylvanie et a été trouvée dans le village d'Úzdiszentpéter (aujourd'hui Sânpetru de Câmpie), tandis que la première recette apparaît dans un livre de cuisine manuscrit daté de 1781 dans la même région de Roumanie.
En France, il est présent dans le Massif central et dans les Pyrénées. La tradition du gâteau à la broche est particulièrement répandue dans  les Hautes-Pyrénées et dans  l'Aveyron. Une confrérie du Gâteau à la broche, sise à Arreau (Hautes-Pyrénées), organise chaque année, en juillet, une fête du gâteau à la broche.
Le gâteau à la broche est aujourd’hui particulièrement ancré dans la culture gastronomique de l’Aveyron, où il est associé aux grandes fêtes familiales comme les mariages ou les communions. Dans le nord du département, notamment sur le plateau de l’Aubrac, la tradition est encore très vivace : des artisans locaux et des coopératives perpétuent une fabrication artisanale transmise de génération en génération. Il est également présent dans les Hautes-Pyrénées et en Lozère, mais c’est en Aveyron que sa consommation et sa valeur symbolique sont les plus fortes,.

## Caractéristiques et préparation de la recette française

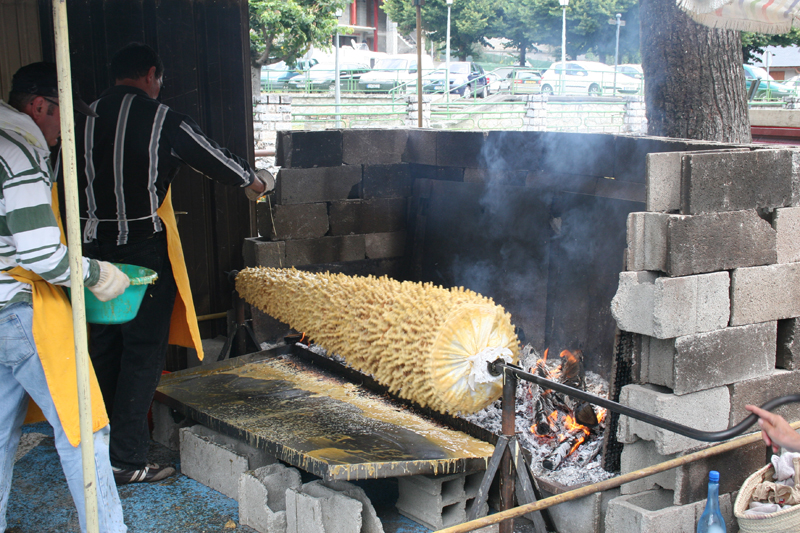
Démonstration de préparation d'un gâteau à la broche géant à Arreau (Hautes-Pyrénées).

Conique et pourvue de ramifications, sa forme peut évoquer celle d'un sapin. Elle est liée au mode de préparation du gâteau : de la pâte liquide est versée sur une broche (ou moule en bois recouvert de papier sulfurisé cousu) de forme conique, tournant plus ou moins rapidement à proximité d'une source de chaleur et traditionnellement actionnée à la main (ou désormais souvent par un moteur électrique). La pâte se solidifie alors comme une crêpe, formant un anneau prolongé par des excroissances en stalactites autour de la broche. Le processus est répété plusieurs fois de manière à constituer couche après couche le gâteau. Lorsqu'il est démoulé (à froid) puis coupé en sections, le gâteau à la broche révèle des anneaux dorés caractéristiques de la cuisson. Le record mondial homologué au Guinness des records est détenu par un habitant de Calmont (Lucien Breil) avec une pièce de 63,8 kg réalisée le 1er mai 2002. Un nouveau record du monde a eu lieu le 23 novembre 2019, à Villefranche-de-Rouergue, à l'occasion du salon La Festa du foie gras et de la charcuterie du terroir. Le poids atteint par la pâtisserie est de 106 kilos. Il a nécessité 850 œufs et 35 kg chaque de sucre, farine et beurre.
La préparation du gâteau et sa cuisson au feu de bois impliquent une certaine expérience et une attention constante. Aucun procédé mécanique n'a abouti à des résultats satisfaisants.

## Autres variétés régionales
- Autriche – Prügelkrapfen

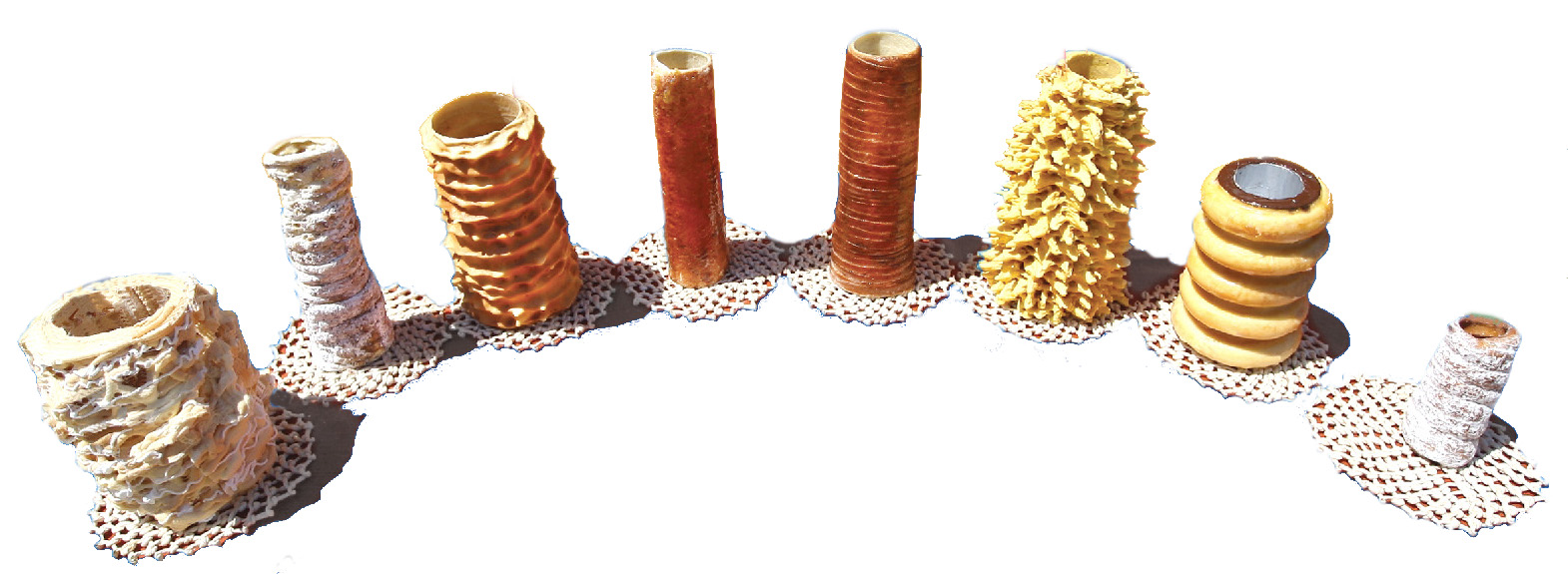
La famille des gâteau à la broche européens

- Biélorussie – bankucha (dérivé du mot allemand Baumkuchen signifiant « gâteau arbre »)
- République tchèque – Trdelnik
- France – Gâteau à la broche
- Allemagne - Baumkuchen
- Luxembourg – Le Baamkuch est devenu un plat traditionnel servi principalement lors d'occasions spéciales, comme les mariages, les baptêmes, etc. Pourtant, le gâteau est disponible toute l'année dans certains supermarchés.
- Pologne – Sękacz
- Lituanie – Šakotis (connu sous le nom de Bankuchenas, le mot est emprunté à l'allemand Baumkuchen) est un gâteau similaire également cuit à la broche, normalement sur un feu ouvert.
- Suède – Spettekaka avec l’ indication géographique protégée (IGP) enregistrée par l’ UE
- Hongrie – Kürtőskalács est un gâteau similaire également cuit à la broche
- Slovaquie – Skalický trdelník avec l'indication géographique protégée (IGP) enregistrée par l'UE
- Turquie – Makara tatlısı est un gâteau similaire également cuit à la broche.
- Indonésie – Spekkoek (kue lapis legit ou spekuk） a été développé à l'époque coloniale dans les Indes néerlandaises. Le gâteau à texture ferme est une version indo (néerlando-indonésienne) du gâteau à la broche multicouche européen.

## Galerie

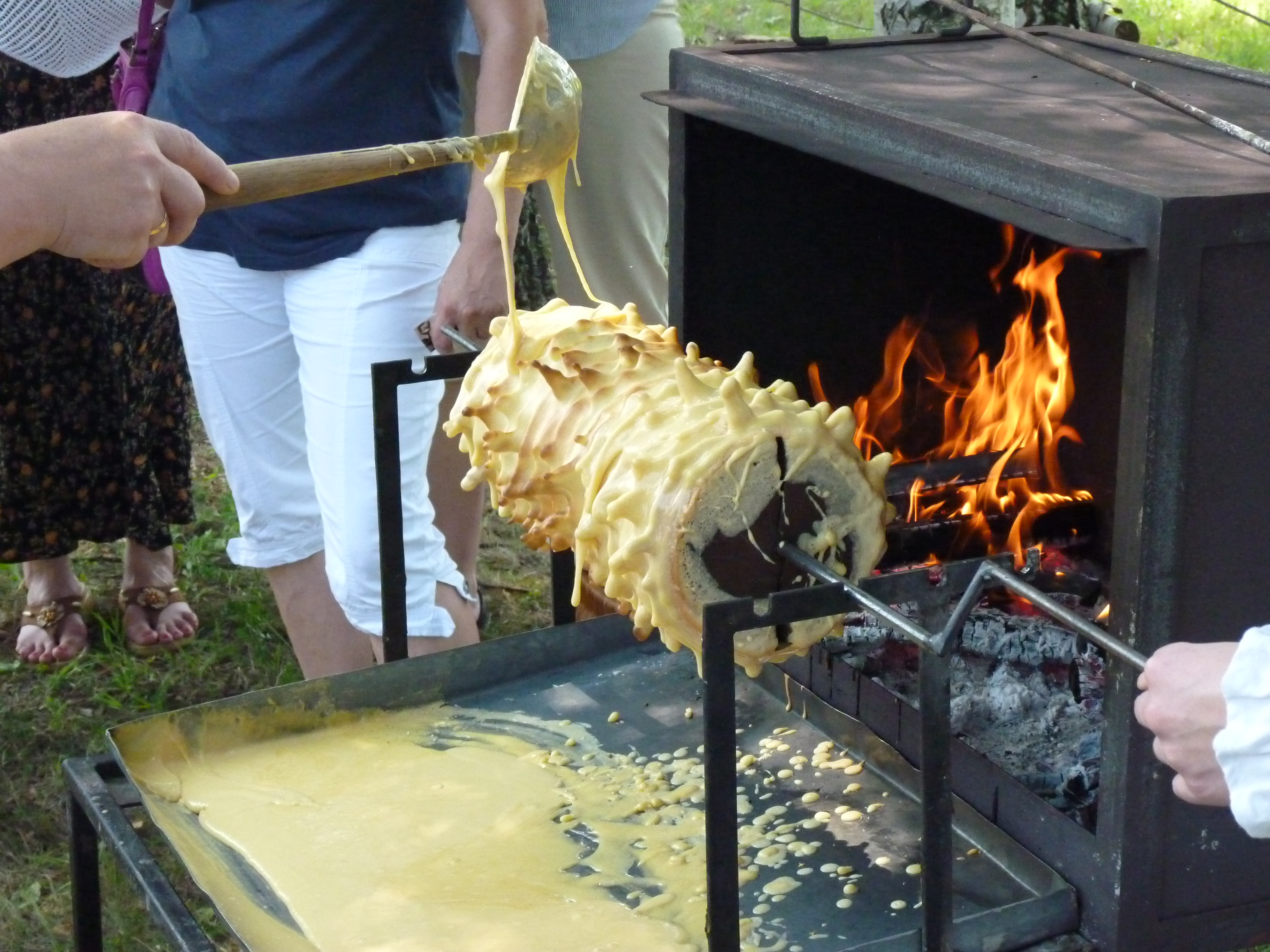
Préparation du Sękacz  en Podlachie, Pologne
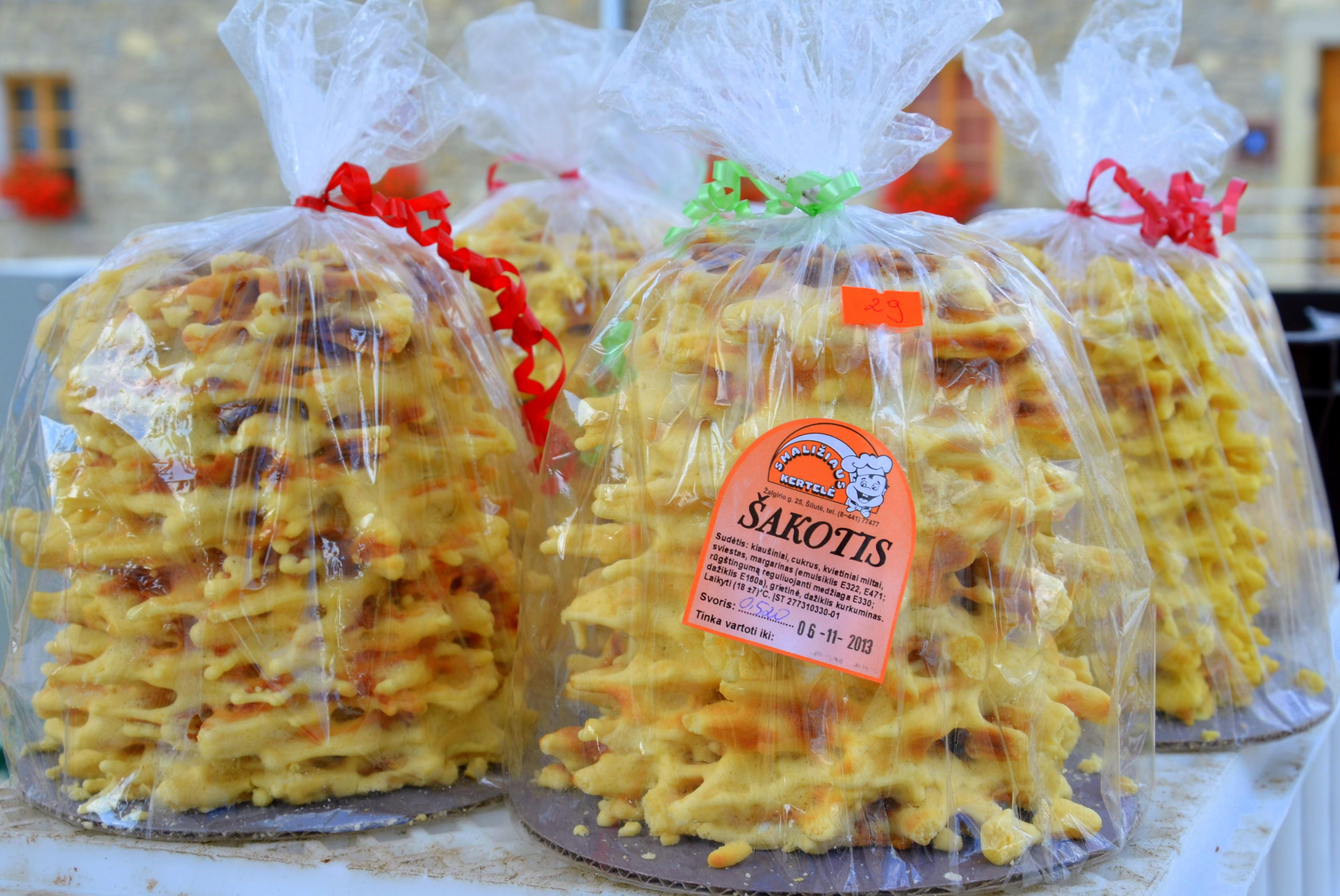
Types rudimentaire de Šakotis mous
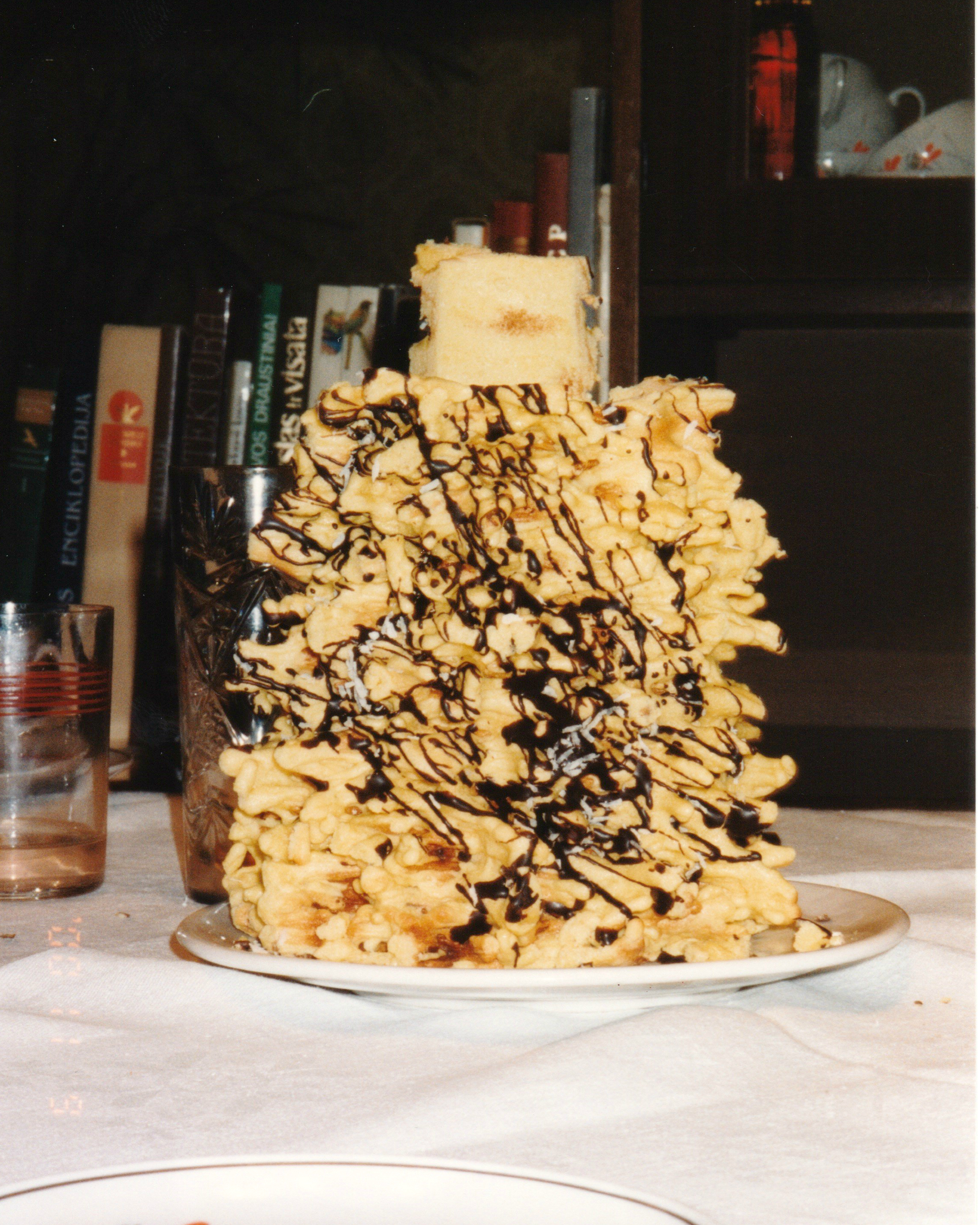
Šakotis décoré de pépites de chocolat et de copeaux de noix de coco
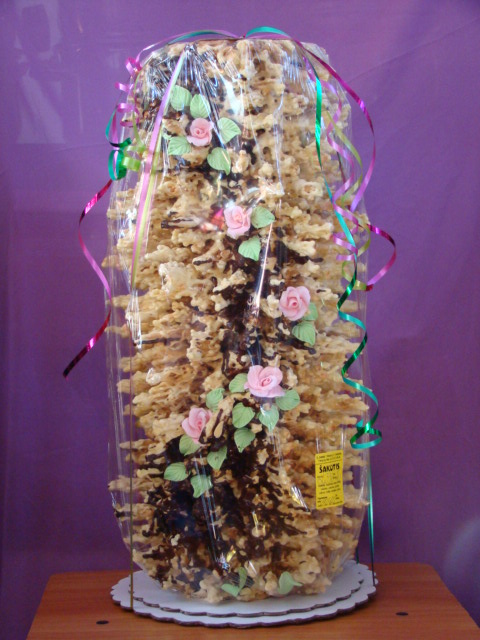
Grands Sakotis, décorés de fleurs comestibles
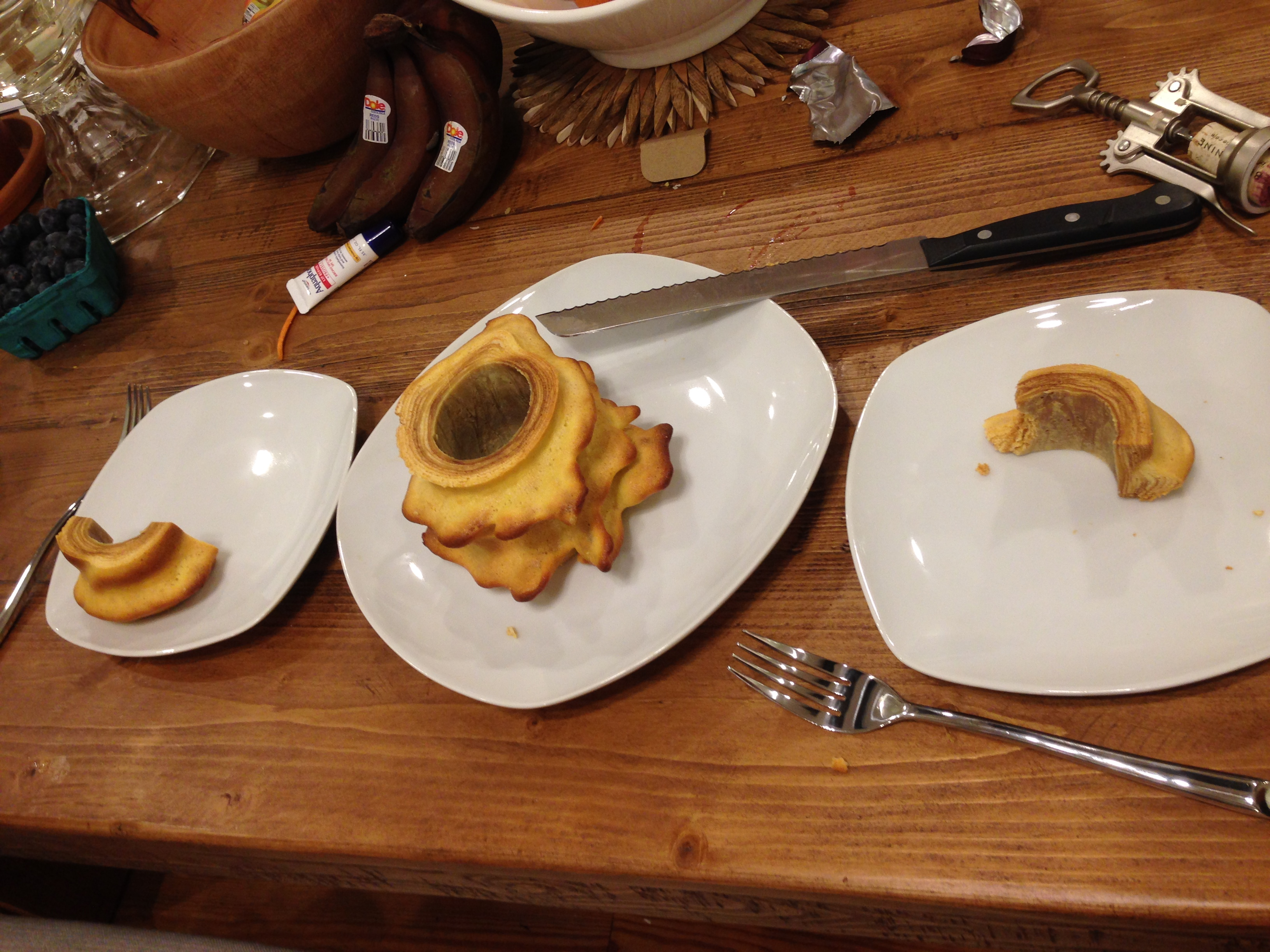
Le gâteau (au centre) servi sur des assiettes (à droite et à gauche) présentant des couches de gâteau caractéristiques ressemblant à des anneaux de croissance d'arbres